# Twisted Trails

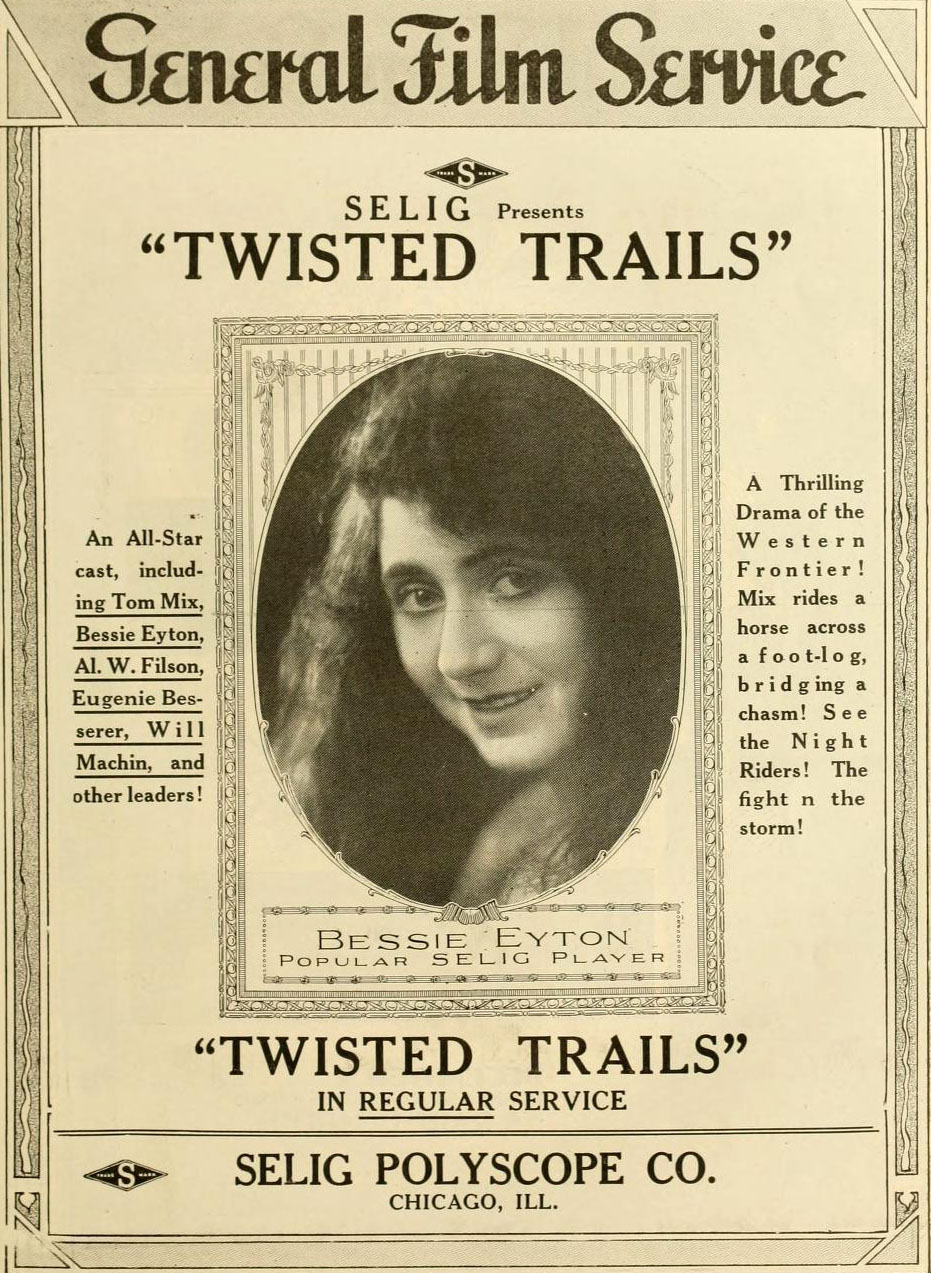
Twisted Trails

Twisted Trails est un film muet américain réalisé par Tom Mix et sorti en 1916.

## Fiche technique
- Réalisation : Tom Mix
- Scénario : Tom Mix, d'après son histoire
- Production : Tom Mix
- Date de sortie :
  - États-Unis : 11 décembre 1916

## Distribution
- Tom Mix : Tom Snow
- Frank Clark : Doc Snow
- Eugenie Besserer : Martha
- Frank Le Roy : le shérif
- Sid Jordan : Brad Foster
- George Clarke : Caleb « Reb » West
- Bessie Eyton : Sunshine West
- Will Machin : Craig Keyes
- Pat Christman : Luke Fisher
- Al W. Filson : le vieux docteur